# Culhwch ac Olwen
 (août 2022).
Si vous disposez d'ouvrages ou d'articles de référence ou si vous connaissez des sites web de qualité traitant du thème abordé ici, merci de compléter l'article en donnant les références utiles à sa vérifiabilité et en les liant à la section « Notes et références ».

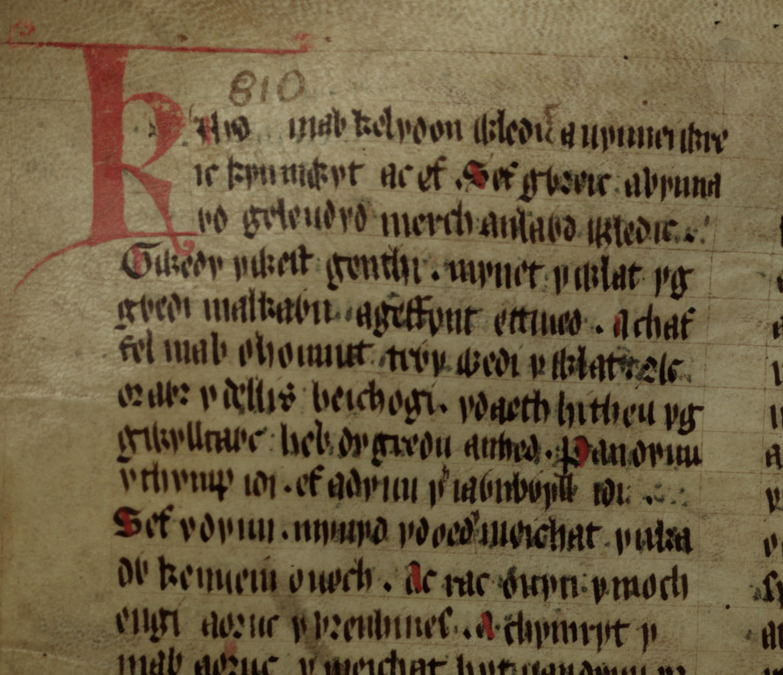
Culhwch ac OlwenManuscrit gallois médiéval du Jesus College.

Culhwch ac Olwen (français : Culhwch et Olwen) est l'un des contes les plus anciens de ce que l'on appelle Mabinogion, conservés dans le Llyfr Gwyn Rhydderch et le Llyfr Coch Hergest. C'est un des chefs-d'œuvre de la littérature galloise du Moyen Âge, et le texte le plus long et le plus complet de la légende arthurienne galloise.

## Présentation
Tout indique qu’il a atteint sa présente forme à la fin du XIe siècle, certaines parties pouvant être plus anciennes.
C'est donc l'un des premiers textes mentionnant le roi Arthur et ses chevaliers, mais sous une tout autre lumière que dans les contes d’Europe continentale (l'œuvre de Chrétien de Troyes, par exemple). L'Arthur de Culhwch ac Olwen est un chef celtique vulnérable, plutôt que le roi chevaleresque empereur de grands domaines inventé par Geoffroy de Monmouth. Il est tiré des fonds bretons anciens et a subi une influence étrangère moindre par l’intermédiaire du corpus Brut y Brenhinedd, issu de traductions en gallois de l'Historia regum Britanniae. On y trouve des thèmes celtiques comme le combat contre le sanglier Twrch Trwyth et de précieux éléments d’information sur l’histoire et la mythologie bretonne, à travers la liste des courtisans d’Arthur qui comporte 300 noms. Ceux-ci comprennent de nombreux personnages irlandais, armoricains, mais aussi des célébrités non celtiques comme Guillaume le Conquérant et même des noms inventés, parfois humoristiques ou satiriques vis-à-vis de la noblesse galloise. Cette présence discrète de la satire ou de la critique dans les récits ou poèmes merveilleux ou héroïques caractériserait la littérature arthurienne galloise. Elle reflèterait la conscience de la perte d’autonomie culturelle et politique des Bretons, dont l’élite sociale médiévale se compare piètrement à celle de l’âge d’or arthurien.

## Aperçu de l'intrigue
Le conte met en scène Arthur et des hommes de sa cour dans le cadre d'un récit dont le thème est un classique de la littérature populaire orale et écrite : un jeune homme « défavorisé » réussit à obtenir le mariage qu'il désire.
Culhwch est le fils du roi Cilydd mab Celyddon ; sa mère Goleuddydd « Grand jour » est morte à sa naissance. Lorsque son père se remarie, sa belle-mère veut le marier à sa propre fille, mais il refuse. Elle lui jette alors un sort : il ne pourra épouser nulle autre que la belle Olwen, fille du maléfique géant Ysbaddaden Pencawr. Culhwch requiert alors l'aide de son cousin le roi Arthur qui réside à Celliwig en Cornouailles. Ce dernier répond à son appel avec ses six meilleurs hommes, parmi lesquels on reconnait Keu (Cai), Bedivere (Bedwyr) et Gauvain (Gwalchmei). Olwen, contactée, accepterait bien d'épouser Culhwch, mais son père le géant, qui sait qu'il ne doit pas survivre au mariage de sa fille, impose une quarantaine d'épreuves au prétendant. Avec l'aide d’Arthur, des hommes de celui-ci et de son propre clan, Culhwch vient à bout des épreuves et épouse Olwen tandis que le géant est décapité. Les épreuves, dont une partie est relatée, comprennent des épisodes que l'on retrouve ailleurs dans les mythes celtiques : la chasse au sanglier magique (appelé ici Twrch Trwyth), la délivrance de Mabon ap Modron et la quête d'un chaudron magique (en l'occurrence, celui de l'Irlandais Diwrnach), entre autres,,.